# Liste von Persönlichkeiten aus Brissago TI
Diese Liste enthält in Brissago TI geborene Persönlichkeiten und solche, die in Brissago ihren Wirkungskreis hatten, ohne dort geboren zu sein. Die Liste erhebt keinen Anspruch auf Vollständigkeit.

## Persönlichkeiten
(Sortierung nach Geburtsjahr)
- Giovanni Orelli (* um 1400 erwähnt 1429 in Locarno; † nach 1481 ebenda), Rechtsgelehrter, Podestà von Brissago, Sekretär von Franchino Rusca von Locarno, Vertrauter des Herzogs von Mailand[1]
- Familie Baciocchi.  Gegen Ende des 16. Jahrhunderts bildete sie eine Gegenpartei zu den Rainaldi oder Rinaldi in Mailand und Brissago. Im Dienste beider Familien standen zahlreiche mailändische Banditen, die sogar die Schifffahrt auf dem Langensee unsicher machten. Es kam zu langen und blutigen Kämpfen, die zu einer Intervention des spanischen Gesandten auf der Tagsatzung zu Baden AG im November 1597 führten[2]

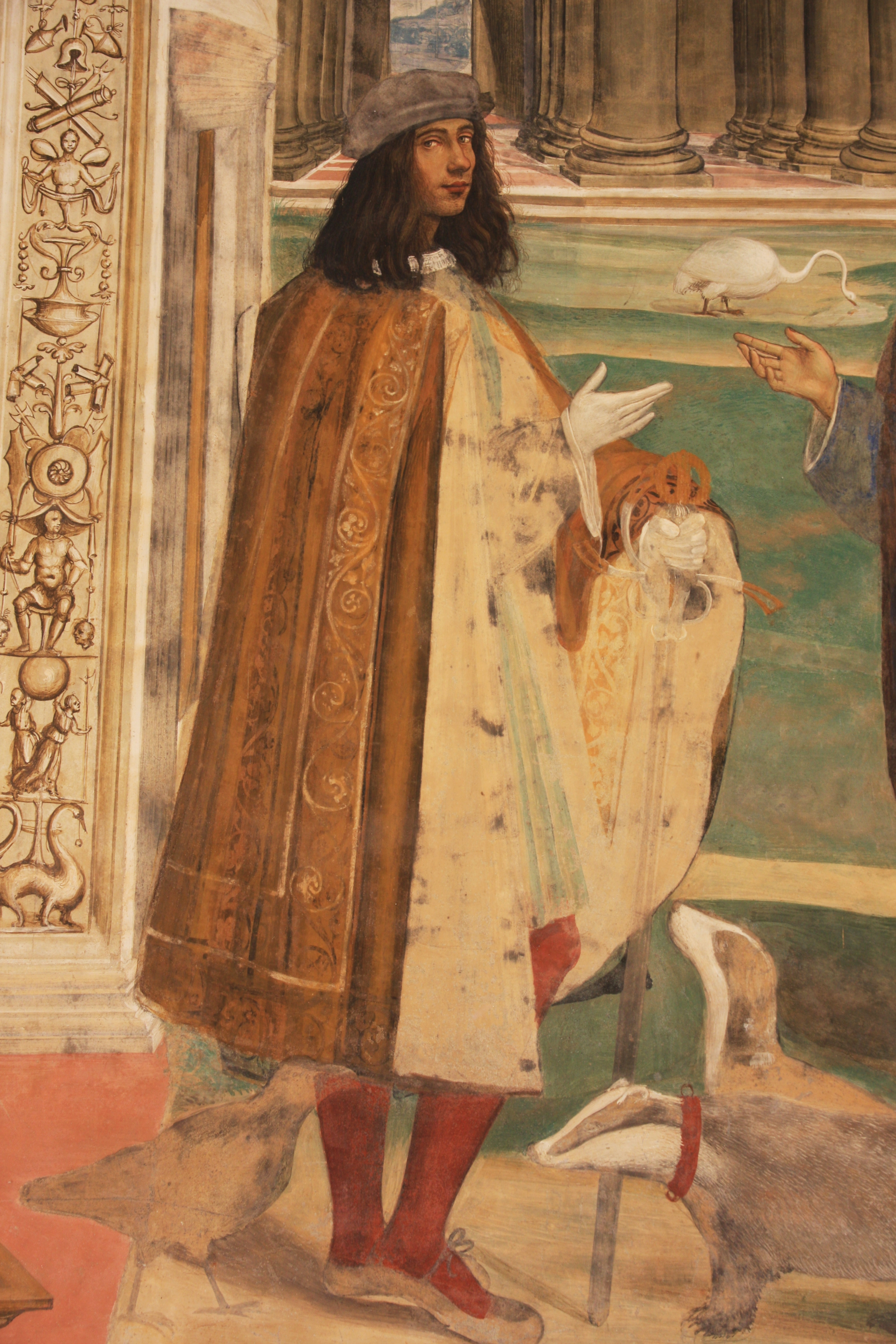
Selbstporträt Sodomas auf einem Fresko in der Monte Oliveto Abtei bei Siena

  - Angelo Baciocchi (* um 1500 in Brissago; † nach dem 29. Januar 1567 in Mailand ?), aus Cannobio, er erwirbt Zehnten in der Magadinoebene am 25. Januar 1538, überlässt am 15. Februar 1547 sein Zehntenrecht auf dem Gebiet von Tegna den Leuten dieses Dorfes[2]
  - Antonio und Gioffredo Baciocchi (* um 1520 In Brissago; † nach dem 29. Januar 1567 in Mailand ?), am 29. Januar 1567 werden Antonio und Gioffredo Bürger von Mailand[2]
  - Oliviero Baciocchi (* um 1550 in Brissago; † 1600 ebenda), er war lange Zeit Justizschreiber des Landvogts von Locarno und demissionierte 1598. 1591 ernannte ihn Gregor XIV. zum Ritter vom güldenen Sporn[2]

- Familie Borrani. [3]
  - Giovan Pietro Borrani (* um 1500 in Brissago; † nach dem 1572 in Parma ?), Professor der griechischen Sprache an der Universität Bologna, wo er studiert hatte, und später an der Universität Parma. 1540 war er vom Bischof von Mallorca zum Ritter ernannt worden. Gegen 1544 publizierte er in Venedig Corona pretiosa oder Lexikon für Italienisch, Latein und Alt- und Neugriechisch. 1572 bekam er von Herzog Ottavio Farnese eine bedeutende Pension[4][3][5]
  - Gian Antonio Borrani (* um 1570 in Brissago; † nach dem 1618 in Mailand), Professor der Humaniora am helvetischen Kollegium von Mailand, publizierte 1618 ein Werk über Horaz und eines über Rhetorik[3]
  - Antonio Borrani (* um 1610 in Brissago; † nach dem 1676 Piombino), Priester, Chorherr von Santa Maria della Scala in Mailand, seit 1649 Generalauditor des Fürsten von Piombino 3. Februar 1676[3]
  - Francesco Antonio Borrani (* 1712 in Brissago; † vor 1760 in Mailand), königlicher und herzoglicher Sekretär des Senats von Mailand
  - Siro Borrani (* 3. Oktober 1860 in Ascona; † 30. Juli 1932 ebenda), aus Brissago, Priester, Pfarrer von Campo (Vallemaggia) 1885–1888, von Losone 1888–1900, von Comano 1900–1903, von Monte Carasso 1903–1921, seit 1921 von Verscio. 1909 wurde er zum Leiter der Ausgrabungen der Nekropole von Gudo TI ernannt. Verfasser von Ticino sacro 1896 und Bellinzona, la sua chiesa e i suoi arcipreti 1909; Mitarbeiter am Bollettino Storico della Svizzera Italiana[3][6]

- Familie Bazzi. [7]
  - Giovanni Antonio Bazzi genannt Sodoma (1477–1549), Maler
  - Domenico Bazzi (1806–1871), Ingenieur, Politiker, Tessiner Grossrat und Staatsrat der Freisinnig-Demokratischen Partei (FDP)
  - Angelo Bazzi (* um 1810 in Mailand; † 1887 in Brissago), Bruder des Domenico, Gründer und anschliessend Leiter der Tabakfabrik von Brissago, war für die italienische Exilanten des Risorgimento in Brissago eine wichtige Bezugsperson[8][7]
  - Innocente Bazzi (* 1829 in Mailand; † 1913 in Brissago), war in Domodossola als Hotelier tätig[9][7]
  - Pietro Bazzi (* um 1815 in Brissago; † 1887 ebenda), er war Mitglied der Società Demopedeutica (Gesellschaft zur Förderung der Volkserziehung), er gründete und unterstützte ein Kinderheim für bedürftige Kinder in der Gemeinde Brissago und gab zudem den Anstoss zur Einrichtung des 1873 in Pollegio eröffneten Lehrerseminars[7]
  - Luigi Bazzi (* 25. April 1860 in Brissago; † 8. September 1925 ebenda), Dozent, Direktor des Educatore della Svizzera italiana, nahm am Tessiner Putsch (1890) teil[10]

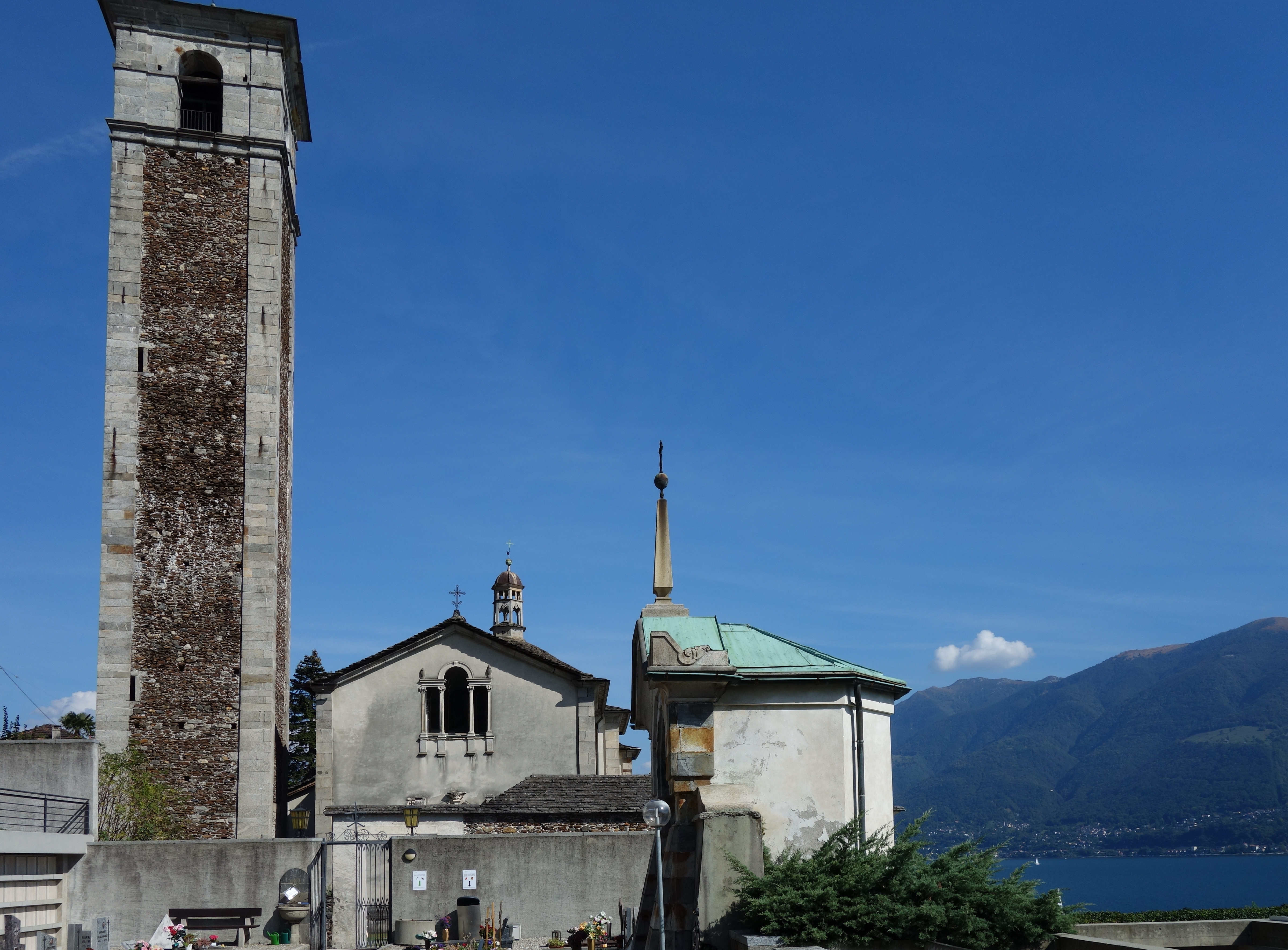
Pietro Beretta: Madonna di Ponte, Brissago

- Giovanni Beretta (auch Bertola, Bertoli und Johannes Beretoli genannt) (* um 1500 in Brissago; † nach dem 1577 ebenda), aus Brissago, Architekt.
- Pietro Beretta (* um 1540, erwähnt 1585; † 1610 in Brissago), Sohn des Giovanni, Bildhauer, Architekt, er führte nach dem Tod seines Vaters Giovanni verschiedene Bauten zu Ende: die Kirche Santa Maria del Ponte und die Pfarrkirche SS. Pietro e Paolo in Brissago; er schuf 1601 ein Marmorrelief am Collegio Papio in Ascona[11]
- Altobello Piotti (* um 1550 in Brissago; † nach 1596 in Mailand ?), Goldschmied und Juwelier am Hofe von Turin 1591, in Mantua 1601, arbeitete auch in Rom und in Florenz; er wurde 1596 in Mailand als Spion des Herzogs von Mantua ins Gefängnis geworfen[12]
- Maria Antea Gianetti genannt Madonna Antea (* 1570 in Lucca; † 7. Mai 1630 in Turin), aus Brissago, Wohltäterin, Ehrwürdige Dienerin Gottes[13][14]
- Giovan Domenico Rossi (* 1598 in Brissago; † 9. Dezember 1674 ebenda), Vorsitzender des Kriminalgerichts in Ravenna, Bologna und Rom, Fürst von Piombino und Venosa, die er von der Brigantenplage befreite; Generalvikar des Erzbistums Mailand[15][16]
- Giovanni Antonio Caldelli (* 13. Mai 1721 in Brissago; † 21. Dezember 1790 ebenda), Kunstmaler, Bildhauer, 1770 schuf er in der Abtei Sankt Trond in Belgien. Im Kanton Tessin sind von ihm Gemälde in den Kirchen San Gottardo in Intragna TI, Sant’Antonio in Locarno, im Haus Orelli ebenda und in Brissago erhalten[17][18][19][20]
- Domenico Gelosa (* um 1735 in Brissago ?; † nach 1767 ebenda ?), Holzschnitzler, 1767 schuf er die drei Kruzifixe des Sacro Monte von Brissago[21]
- Giuseppe Antonio Morisi (* um 1745 in Brissago;  1802 in Baden-Württemberg), Maler, Stuckateur in der Abteikirche von Kloster Obermarchtal und in der Kirche der Reichsabtei Ochsenhausen[22][23]
- Charles-Antoine Marcionni (* um 1780 in Brissago; † nach 25. März 1806 in Paris ?), Maler; sein Pariser Aufenthalt ist am 25. März 1806 dokumentiert[24]

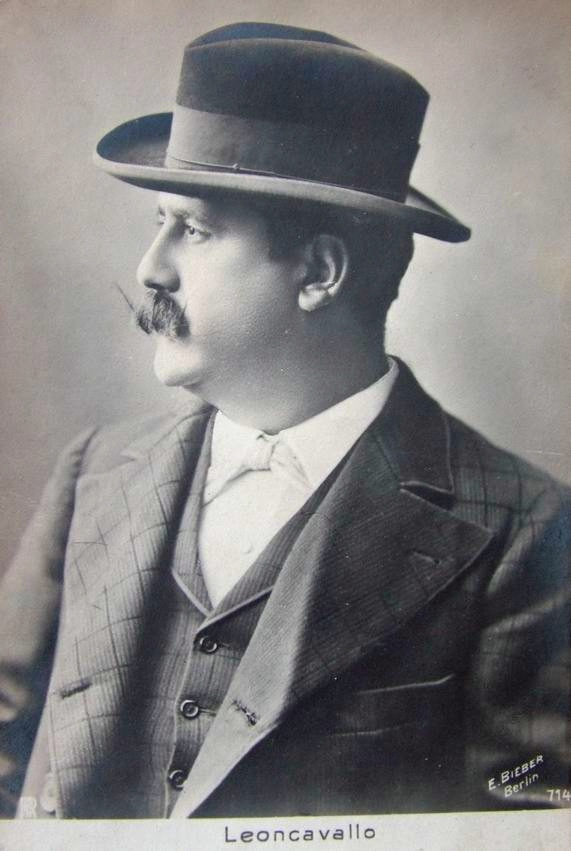
Ruggero Leoncavallo

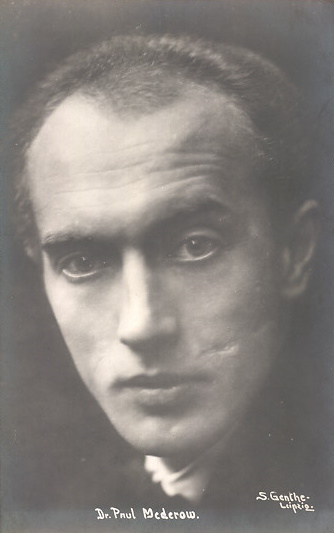
Paul Mederow, etwa 1918

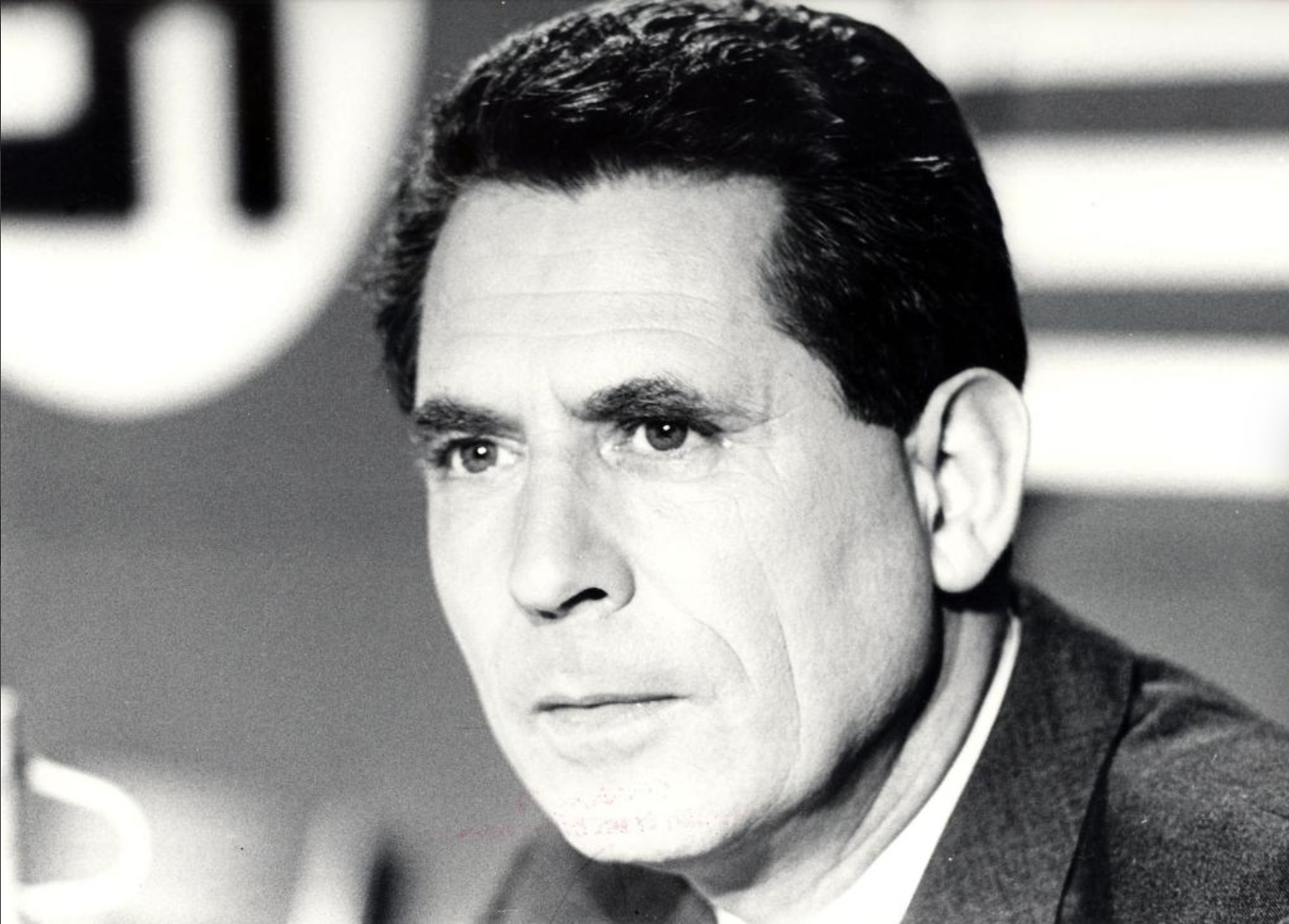
Werner Rings, 1960er Jahre

- Familie Branca.  Aus Cannobio. Dem Zweig, der um 1780 nach Pallanza am Langensee übersiedelte, ist das Rezept (von 1845) zu verdanken, das dem weitverbreiteten Likör Fernet Branca zugrunde liegt[25][26]
  - Antonio Francesco Branca (* 1714 in Brissago; † 14. Juni 1778 in Mailand), genannt il Moscovita, Kaufmann in Livorno und in Sankt Petersburg, er baute 1757 auf seine Kosten die Strasse zum Sacro Monte di Brissago, gründete 1767 eine Kaplaneipfründe zu Gunsten des Heiligtums Sacro Monte, vergrößerte dieses und liess es mit Fresken ausschmücken[27][25][28]
  - Giovanni Battista Branca (* 7. Februar 1722 in Brissago; † 20. Dezember 1799), Oblat, Doktor der Theologie und Orientalist, Professor der Literatur und Philosophie an den Seminarien Monza und Mailand und am helvetischen Kollegium, wo er Hebräisch und Griechisch unterrichtete. Bibliothekar der Biblioteca Ambrosiana in Mailand, wo verschiedene seiner Manuskripte aufbewahrt sind. Ritter und Pfalzgraf; er hinterliess ein unvollständiges Werk: De sacrorum librorum latinae Vulgatae editionis auctoritate.[29][25][30]
  - Giuseppe Branca (* um 1735 in Brissago; † nach 1791 ebenda ?), Hauptmann der Milizen der Republik Ragusa Diplomat, Konsul der Republik Ragusa[31][32]
  - Giuseppe Antonio Pasquale Branca (* 11. April 1751 in Brissago; † 29. Januar 1814 ebenda), von Brissago, Sohn des Cesare, Priester, Propst von Santa Maria della Rosa, dann von Santo Sepolcro in Mailand. Er veröffentlichte: Spiegazioni del Vangelo[25][33]
  - Giuseppe Antonio Branca (* 1758 in Brissago; † 1822 ebenda), von Brissago, Oblat, Domherr und Oberbusspriester des Mailänder Doms, prosynodaler Examinator[34][25][35]

- Giuseppe Sariga (* 1712 in Brissago; † 15. April 1782 ebenda), Kunstmaler, Freskant, Prior der Compagnia dei pittori e scultori di San Luca in Turin (1764), tätig  in Palazzo Reale, in der Kapelle Sant’Antonio da Padova in der Kirche San Francesco d’Assisi, in der Kapelle Madonna delle Grazie der Stiftskirche Santa Maria della Scala von Chieri, in der Pfarrkirche Maria Vergine Assunta von Riva presso Chieri[36][37]
- Stefano Barozzi (* um 1775 in Brissago; † nach dem 1825 ebenda ?), von Brissago, Maler, Erfinder eines Verfahrens zur Uebertragung von Mauerfresken auf Leinwand; 1820 wandte er im Auftrag des Vatikans dieses Verfahren bei den grossen Wandgemälden von Marco d’Oggiono in Rom an. Auch mehrere Gemälde von Bernardino Luini übertrug er auf Leinwand. Am 25. April 1825 verpflichtete er sich zur Auffrischung der Wandgemälde der Kapelle von Sempach[38]
- Luigi Barozzi (* 20. August 1790 in Brissago; † nach 1839 in Solothurn ?), Stuckateur[39]
- Benigno Zaccheo (1812–1877), Freidenker, Tessiner Grossrat und Ständerat[40]
- Cesare Maffioretti (* um 1820 in Brissago; † 7. Mai 1892 in Piacenza), von Brissago, Arzt, er trat 1859 als freiwilliger Arzt in die italienische Armee und stieg zum Grad eines Obersten empor. Verfasste Contribuzione alla cura dell’oftalmia purulenta e blennorogica (1882)[41]
- Ercole Maffioretti (* 3. April 1833 in Brissago; † nach 1886 ebenda), Unternehmer, Papierfabrikant[42]
- Giuseppe Pedroli (1836–1894), Ingenieur der ETH Zürich, Tessiner Grossrat und Staatsrat
- Antoinette de Saint Léger (1856–1948), Besitzerin der Isole di Brissago
- Ruggero Leoncavallo (1857–1919), Opernkomponist, Ehrenbürger der Gemeinde
- Elsa Moeschlin-Hammar (* 9. Januar 1879 in Stockholm; † 16. August 1950 in Brissago), Künstlerin, Malerin, Grafikerin und Illustratorin. Sie schuf Bildnis und Landschaft, Holzschnitt und Wandbild. Sie war Gattin des Schriftstellers Felix Moeschlin[43]
- Paul Friedrich Wolfgang Mederow (1887–1974), ein deutscher Schauspieler und Hörspielsprecher.
- Plinio Pessina (* 1894 in Ligornetto; † 1980 in Brissago, heimatberechtigt in Ligornetto) war ein Schweizer Offizier, Oberst ehemaliger Kommandant der Grenzbrigade 9
- Karl Bischof (* 19. Februar 1895 in Eggersriet; † 8. Dezember 1966 in Brissago), Fotograf[44]
- Gustav Friedrich Fröhlich (1902–1987), ein deutscher Schauspieler und Filmregisseur.
- Madja Ruperti (* 1903 in Moskau; † 1981 in Basel), Malerin[45]
- Betty Wehrli-Knobel (1904–1998), Schweizer Journalistin, Frauenrechtlerin, Schriftstellerin
- Werner Rings (1910–1998), Schweizer Historiker, Journalist
- Verena Knobel (* 15. Oktober 1912 in Leuggelbach; † 6. November 1998 in Brissago), Malerin, Zeichnerin, Kupferstecherin schuf Illustration, angewandte Kunst, Radierung, Aquarell. Sie war ursprünglich Damenschneiderin[46]
- Didier Wyler (* 3. August 1917 in Bellinzona; † 23. Februar 1982 in Brissago), Politiker (PSS), Tessiner Grossrat und Nationalrat[47]
- Hildegarde Freifrau von Münchhausen, genannt “La Baronessa” (* 3. Mai 1919 in Salzburg; † 11. Januar 2014 in Muralto), Mäzenin, Gründerin der Fondazione Ruggero Leoncavallo[48]

Nella Martinetti 2010

- Walter Wrubel (* 22. November 1921 in Leoben; † 23. Juhi 1997 in Brissago TI), österreichischer Maler, Zeichner und Plastiker. Relief. Ab 1955 lebte er in der Schweiz[49].
- Claudio Baccalà (1923–2007),  Kunstmaler und Zeichner
- Angelo Conti Rossini (* 31. Juli 1923 in Brissago; † 21. März 1993 in Porto Valtravaglia), Küchenchef, Gastronom[50][51]
- Henrik Froriep (* 26. April 1927 in Freiburg im Breisgau), Jurist, Fabrikant, Geschäftsführer der Maschinenfabrik Froriep, Beiratsmitglied im Gerling-Konzern und in der Commerzbank AG, lebte in Brissago im Weiler Madonna di Ponte[52]
- Ernesto Storelli (* 21. Juli 1929 in Brissago; † 5. Dezember 2023 in Lugano), Priester, Domherr der Kathedrale San Lorenzo (Lugano), ehemaliger Vikar des Bischofs von Lugano[53]
- Eros Costantini (* 1933 in Brissago; † 25. März 2011 in Lugano), Journalist der Zeitung Corriere del Ticino und der RSI[54]
- Arnaldo Alberti (* 1936), Journalist, Schriftsteller, Essayist, Publizist, Major der Schweizer Armee, wohnt in Locarno
- Azzolino Chiappini (* 1940), Priester, Theologe, Dozent an der Theologische Fakultät von Lugano
- Jean Paul Berta (* 1. Juni 1941 in Brissago), Kunstmaler
- Nella Martinetti (1946–2011), Lehrerin, Sängerin, Komponistin, Schauspielerin
- Adriana Beretta (* 10. März 1950 in Brissago), Kunstmalerin, Zeichnerin, Fotografin, Autorin von Installationen, Konzeptionelle Arbeit, Abstrakte, figurative, textuelle und ortsspezifische Arbeiten, vom städtischen Maßstab bis zum Kleinformat.[55][56]
- Christophe Martella (* 27. Januar 1978 in Brissago), Dichter[57]